# Inretjärnen (Jörns socken, Västerbotten, 723661-171424)
Inretjärnen är en sjö i Skellefteå kommun i Västerbotten och ingår i Kågeälvens huvudavrinningsområde.